# Özge Kırdar Çemberci
Pour les articles homonymes, voir Özge.
Özge Kırdar Çemberci, née le 26 novembre 1985 à Kütahya, est une joueuse turque de volley-ball. Elle est la sœur jumelle de la volleyeuse Gözde Kırdar.

## Carrière
Joueuse de Yeşilyurt de 2005 à 2006 et du Fenerbahçe SK de 2006 à 2007, elle évolue ensuite de 2007 à 2008 à l'Ereğli Belediye, puis de 2008 à 2012 au Vakıfbank Sport Kulübü. Elle joue de 2012 à 2013 à l'Eczacıbaşı Istanbul, de 2013 à 2015 au MKS Dąbrowa Górnicza, de 2015 à 2016 au Lokomotiv VK et de 2016 à 2017 au Bursa Büyükşehir Belediyespor.
Elle remporte avec l'équipe de Turquie de volley-ball féminin la médaille de bronze du Championnat d'Europe de volley-ball féminin 2011 et du Grand Prix mondial de volley-ball 2012 et participe aux Jeux olympiques d'été de 2012 terminant à la neuvième place.